# Arroyo Tropa Vieja
El Arroyo Tropa Vieja es un curso fluvial uruguayo que se encuentra en el departamento de Canelones.

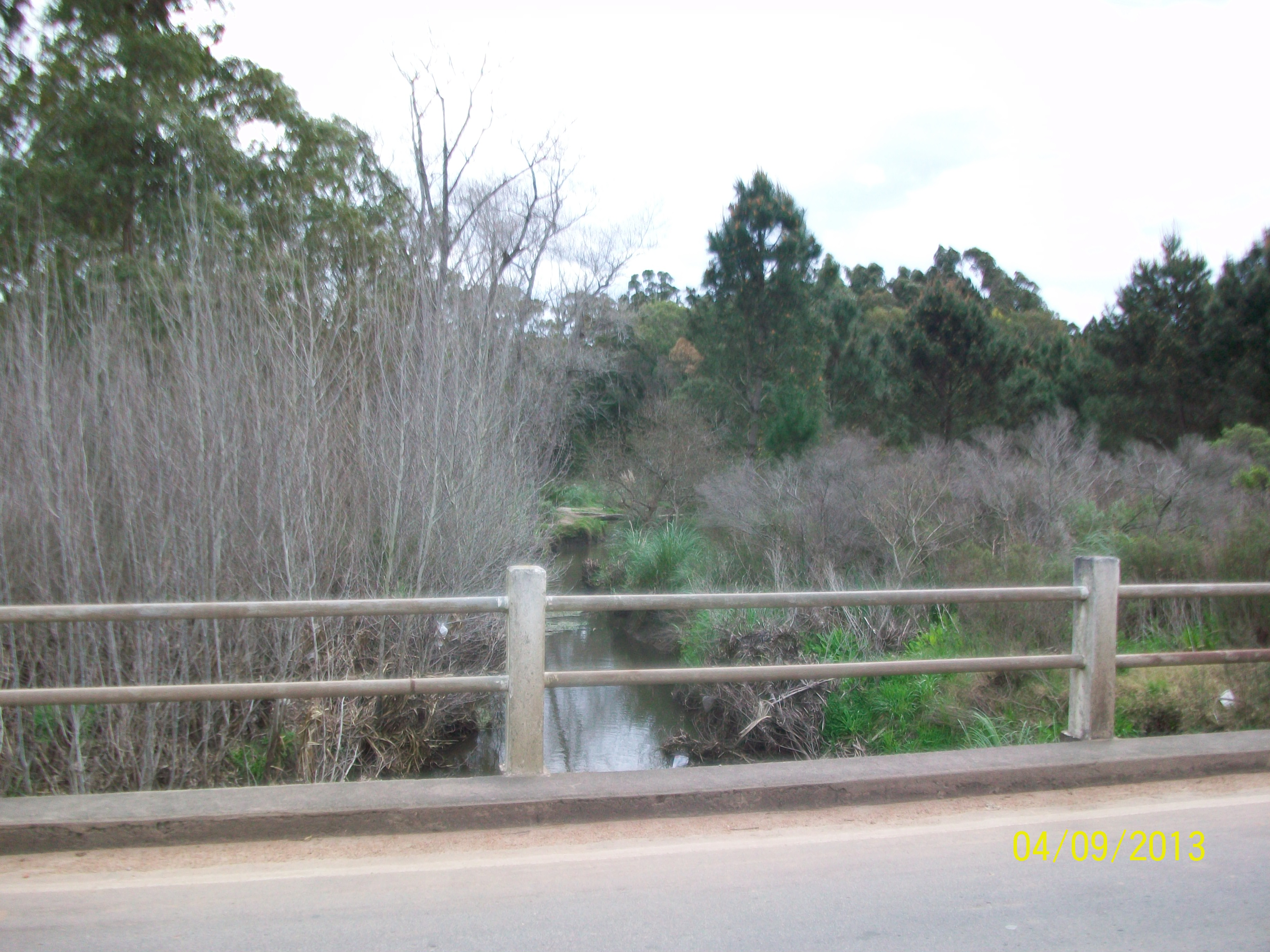
Arroyo Tropa Vieja lado Este del puente de la ruta 87

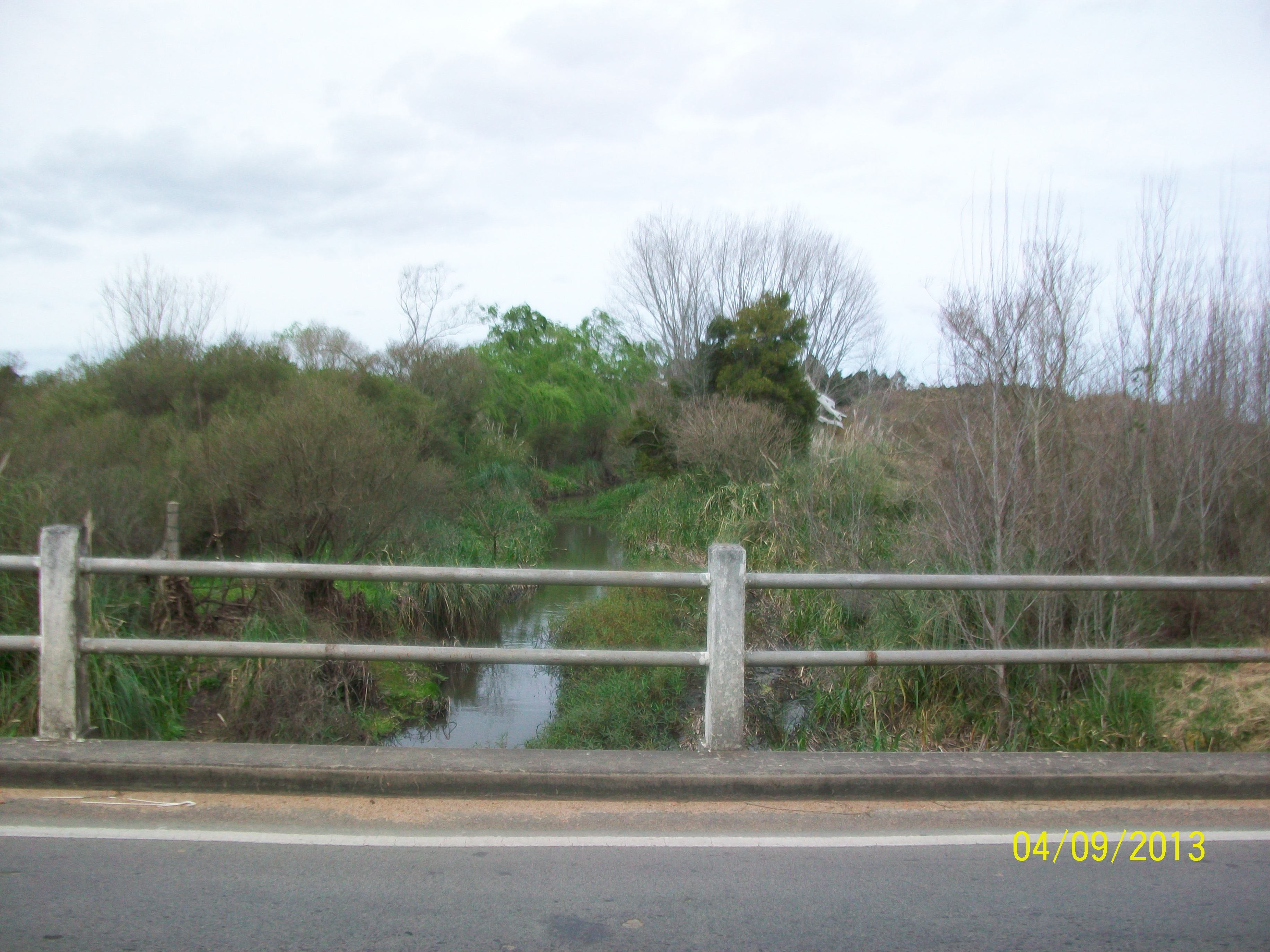
Arroyo Tropa Vieja lado oeste del puente sobre ruta 87

Nace en la Laguna del Cisne, en la localidad Marindia y pasa por las localidades de Salinas, Pinamar, Neptunia y desemboca en el Arroyo Pando.
Su longitud aproximada es 2,07 km y cerca de su desembocadura se encuentra a 2 metros sobre el nivel del mar.
Se conoce también con los nombres de «Arroyo Piedra del Toro» o «Cañada Piedra del Toro de Pando».  
Atraviesa las localidades Salinas al norte por la ruta 87 y Neptunia por la ruta Interbalnearia y la ruta ruta 10